# 港50選
港50選（みなと50せん）とは、共同通信社と全国地方新聞社連合会が2005年（平成17年）に企画・編集した「地域を元気にした港50選」であり、物流拠点や観光などの交流、防災などの観点から選考・紹介したもの。タイトルは50選だが、全国60の港湾が取り上げられている。

## 北海道
- 稚内港(北海道)

## 東北
- 釜石港(岩手県)

## 中部
- 新潟港(新潟県)

## 近畿
- 舞鶴港(京都府)
- 湯浅広港(和歌山県)

## 九州・沖縄
石垣港(沖縄県)